# Jean-Michel Defaye
Jean-Michel Defaye (* 18. September 1932 in Saint-Mandé, Département Seine; † 1. Januar 2025 in Porto-Vecchio, Département Corse-du-Sud) war ein französischer Filmkomponist. Er ist in Frankreich für die musikalischen Arrangements der Léo-Ferré-Alben zwischen 1960 und 1970 bekannt.

## Leben
Im Alter von zehn Jahren trat er in das Pariser Konservatorium ein und absolvierte eine musikalische Ausbildung in den Fächern Theorie, Klavier und Komposition, wobei er die Begleitklasse von Nadia Boulanger besuchte. In seinen frühen Jahren interessierte er sich für Jazz. Defayes Hauptinstrument war das Klavier, aber er spielte auch Posaune und Trompete. Er besuchte die Kompositionsklassen von Darius Milhaud und Tony Aubin. 1952 gewann er den zweiten Preis des Prix de Rome und im folgenden Jahr gewann er den Lili Boulanger-Preis von Harvard und den zweiten Preis in Komposition beim belgischen Concours Reine Elisabeth Wettbewerb.
Als Komponist schrieb er hauptsächlich für Blechblasinstrumente, insbesondere für Posaune; er schrieb Stücke für Posaune und Klavier im Stil klassischer Komponisten wie Bach, Brahms, Debussy, Schumann, Strawinsky und Vivaldi. Er komponierte Kammermusik mit Blechblasinstrumenten, Stücke für Wettbewerbe, Konzerte für Klarinette, Saxophon, Trompete und Posaune sowie zahlreiche Lehrstücke. Seine Kompositionen waren oft vom Jazz beeinflusst.
Defaye schrieb mehrere Filmmusiken, darunter Quietsch… quietsch… wer bohrt denn da nach Öl?. Als Arrangeur arbeitete er jahrzehntelang mit dem Liedermacher Léo Ferré zusammen. Er arbeitete auch mit Juliette Gréco, Zizi Jeanmaire und Les Branquignols.
Defaye starb am 1. Januar 2025 in Porto-Vecchio im Alter von 92 Jahren.

## Werke (Auszug)
- Suite Marine
- Morceau de Concours I (SG 1-2)
- Morceau de Concours II (SG 3-4)
- Morceau de Concours III (hoch, 5 Min., SG 5)
- Deux danses pour trombone et piano (1950)
- Suite colorée pour Trompette et Piano (1957)

## Filmografie (Auswahl)
- 1963: Fünf Glückspilze (Les Veinards)
- 1963: Quietsch… quietsch… wer bohrt denn da nach Öl? (Pouic-Pouic)
- 1965: Das Glück (Le Bonheur)
- 1977: Oh lala – Die kleinen Blonden sind da (Arrête ton char… bidasse!)